# Dom Sportowca w Toruniu
Dom Sportowca w Toruniu – dawna siedziba klubu sportowo-turystycznego Budowlani Toruń. Mieści się przy ul. Majdany 1 w Toruniu. Został zbudowany w połowie lat 20. XX wieku. Od 1 czerwca 2022 roku mieści się tam Pałac Widokowy. Obiekt wpisany jest do gminnej ewidencji zabytków (nr 2190).